# Tomteparaden i Skara
Tomteparaden i Skara är en årlig parad i Skara i Västra Götalands län som arrangeras av Lions Club. Paraden har hållits på första advent ända sedan 1970-talet. Runt 6000–8000 åskådare beräknas se paraden varje år. Paraden brukar även ses som den längsta tomteparaden i Europa.

## Om paraden
Paraden är ungefär 600–700 meter lång, och innehåller ett 50-tal ekipage. Tomteparaden är öppen för privatpersoner, föreningar och företag. Under samma dag brukar även julskyltningen börja, och butikerna i stadens centrum håller extra öppet.